# Mario Castiglia
Mario Castiglia (Catania, 13 aprile 1963) è un cantante e compositore italiano.
È stato il cantante del gruppo di Romano Mussolini, ha collaborato con Gigi D'Alessio, Peppino Di Capri e ha scritto per Gigi Finizio e Marina Rei. Nel 2000 partecipa con le canzoni Ammore annascunnuto e Sta voglia 'e te alla colonna sonora del film Comme un aimant di Kamel Saleh e del rapper italo-francese Akhenaton.
Il suo successo Ammore annascunnuto è stato interpretato da Céline Dion nel suo show quinquennale a Las Vegas, A new day..., è l'unica interpretazione di una canzone napoletana da parte della celebre artista canadese, assieme a Caruso di Lucio Dalla, eseguita assieme a Florent Pagny. Tale brano non è presente in alcun album della Dion, ma unicamente nel DVD Live in Las Vegas - A New Day....